# سيدي عيسى اوعلي (الشاطئ الأبيض)
سيدي عيسى اوعلي هي إحدى مشيخات المملكة المغربية، تتبع جغرافيا لإقليم كلميم وإداريًا لالشاطئ الأبيض. يقدر عدد سكانها بـ 99 نسمة حسب الإحصاء الرسمي للسكان والسكنى لسنة 2004.